# For the Fans
For the Fans è un set in edizione limitata comprendente tre CD e una VHS della band statunitense Backstreet Boys, distribuito esclusivamente attraverso la catena di fast food Burger King nell'agosto del 2000.

## Tracklist
Disco 1
1. "Larger Than Life" (Live) - 4:05
2. "Back To Your Heart" (Live) - 4:15
3. "All I Have To Give" (Live) - 4:21
4. "It's True" (Live Acapella) - 3:48
5. "That's What She Said" (Live Acapella) - 4:10
6. "All I Have To Give" (Acapella) - 4:03

Disco 2
1. "The One" (Live) - 3:44
2. "Show Me The Meaning Of Being Lonely" (Live) - 4:44
3. "Quit Playing Games" (Live) - 4:10
4. "It's True" (Live) - 3:47
5. "That's What She Said" (Live) - 4:09
6. "All I Have To Give" (Part II - The Conversation Mix) - 4:15

Disco 3
1. "I Want It That Way" (Live) - 3:35
2. "Don't Want To Lose You Now" (Live) - 4:12
3. "Don't Want You Back" (Live) - 4:35
4. "It's True" (Studio Version) - 3:40
5. "That's What She Said" (Studio Version) - 3:40
6. "All I Have To Give" (David Ospina Radio Mix) - 4:22

VHS
1. "Larger Than Life" (Live) - 4:05
2. "Don't Want You Back" (Live) - 4:35
3. "Back To Your Heart" (Live) - 4:15
4. "All I Have To Give" (Live) - 4:21
5. "I Want It That Way" (Live) - 3:35
6. "Shape Of My Heart" (Live) - 3:42
7. "If You Want It Good Girl (Get Yourself A Bad Boy)" (Live) - 4:18
8. "I Want It That Way" (Burger King Anthem Version) - 4:17